# Lieja-Bastogne-Lieja 2010
La Lieja-Bastogne-Lieja 2010 fou la 96a edició de la clàssica ciclista Lieja-Bastogne-Lieja. Es va disputar el diumenge 25 d'abril de 2010 sobre un recorregut de 258 km, amb sortida i arribada a la ciutat belga de Lieja.
Aquesta ha estat la darrera de les tres curses de les Ardenes, després de l'Amstel Gold Race i la Fletxa Valona.
La cursa fou guanyada pel kazakh Aleksandr Vinokúrov (Astana Qazaqstan Team), que superà el seu company d'escapada, el rus Aleksandr Kólobnev (Team Katusha) i l'espanyol Alejandro Valverde (Caisse d'Epargne). Aquesta era la seva segona victòria en aquesta cursa, després de l'aconseguida en l'edició del 2005.
El belga Philippe Gilbert passa a encapçalar la classificació mundial.

## Equips participants
La llista de 26 equips que podien prendre part en la cursa fou anunciada el 24 de març per l'organitzador d'aquesta, l'Amaury Sport Organisation (ASO). És idèntica a la de la Fletxa Valona que es disputà quatre dies abans i també és organitzada per l'ASO. Està composta per 17 equips ProTour i 9 equips continentals professionals:
- equips ProTour: AG2R La Mondiale, Astana, Caisse d'Epargne, Euskaltel-Euskadi, FDJ, Garmin-Transitions, Lampre-Farnese Vini, Liquigas, Omega Pharma-Lotto, Quick Step, Rabobank, Team Sky, Team HTC-Columbia, Team Katusha, Team Milram, Team Radioshack, Team Saxo Bank

- equips continentals professionals: Topsport Vlaanderen-Mercator, Landbouwkrediet-Tonissteiner, BMC Racing Team, Bbox Bouygues Telecom, Cofidis, Saur-Sojasun, Acqua & Sapone, Androni Giocattoli, Cervélo TestTeam

El Footon-Servetto és l'únic equip ProTour que no és convidat.

## Recorregut
Cotes
- km 69,0 - Cota de la Roche-en-Ardenne - 2,8 km de pujada al 4,9%
- km 116,0 - Cota de Saint Roch - 0,8 km de pujada al 12%
- km 159,0 - Cota de Wanne - 2,7 km de pujada al 7%
- km 166,0 - Cota de Stockeu (Stèle Eddy Merckx) - 1,1 km de pujada al 10,5%
- km 186,0 - Coll de Rosier - 6,4 km de pujada al 4%
- km 198,0 - Coll de Maquisard - 2,8 km de pujada al 4,5%
- km 209,0 - Mont-Theux - 2,7 km de pujada al 5,4%
- km 223,0 - Cota de La Redoute - 2,1 km de pujada al 8,4%
- km 238,0 - Cota de la Roche aux Faucons - 1,5 km de pujada al 9,9%
- km 252,0 - Cota de Saint-Nicolas - 1,0 km de pujada a l'11,1%

## Desenvolupament de la cursa
A la Cota de la Roche aux Faucons, on havia tingut lloc l'acceleració decisiva en l'edició del 2009, Andy Schleck (Team Saxo Bank) ho tornà a intentar, però fou seguit per Philippe Gilbert (Omega Pharma-Lotto). Poc després atacà Alberto Contador (Astana Qazaqstan Team), enllaçant amb els dos capdavanters, però en el descens se'ls uniren, entre d'altres, Cadel Evans, Aleksandr Vinokúrov, Igor Antón i Joaquim Rodríguez.
Tot seguit, aprofitant un moment d'incertesa, Vinokúrov llançà un dur atac que sols pot ser seguit per Aleksandr Kólobnev. Per darrere el grup es trencà i tot i els intents de Philippe Gilbert per agafar els escapats, la diferència anirà augmentant.
La victòria se l'havien de disputar entre els dos escapats i Vinokúrov aprofità la darrera cota del dia per atacar el seu company d'escapada i guanyar en solitari. Per darrere arribaren Kólobnev i Valverde, que guanyà l'esprint del grup perseguidor.

## Classificacions finals
|    | Ciclista                  | Equip              | Temps      | Calendari UCI Punts |
| -- | ------------------------- | ------------------ | ---------- | ------------------- |
| 1  | Aleksandr Vinokúrov (KAZ) | Astana             | 6h 37' 48" | 100                 |
| 2  | Aleksandr Kólobnev (RUS)  | Team Katusha       | + 6"       | 80                  |
| 3  | Alejandro Valverde (ESP)  | Caisse d'Epargne   | + 1' 04"   | 70                  |
| 4  | Philippe Gilbert (BEL)    | Omega Pharma-Lotto | + 1' 04"   | 60                  |
| 5  | Cadel Evans (AUS)         | Team BMC Racing    | + 1' 04"   | 50                  |
| 6  | Andy Schleck (LUX)        | Team Saxo Bank     | + 1' 07"   | 40                  |
| 7  | Igor Antón (ESP)          | Euskaltel-Euskadi  | + 1' 07"   | 30                  |
| 8  | Christopher Horner (USA)  | Team RadioShack    | + 1' 07"   | 20                  |
| 9  | Fränk Schleck (LUX)       | Team Saxo Bank     | + 1' 07"   | 10                  |
| 10 | Alberto Contador (ESP)    | Astana             | + 1' 07"   | 4                   |